# Gerland d'Agrigent
|  | Per a altres significats, vegeu «Gerland de Caltagirone». |

Gerland d'Agrigent (Besançon?, 1030-1040 - Agrigent, Sicília, 25 de febrer de 1100) fou un bisbe d'Agrigent. És venerat com a sant per l'Església catòlica.
Nascut a Besançon al si d'una família emparentada amb Roger d'Hauteville, futur Roger I de Sicília. Es distingí per la seva caritat i coneixement de les matèries sagrades. Dos anys després de la conquesta de Sicília per Roger, va ésser nomenat bisbe d'Agrigent en 1088, i hi va morir en 1100 en llaor de santedat.
Va ésser canonitzat el 1159. Patró d'Agrigent, se'n conserven les relíquies a la catedral, en una urna d'argent. La seva festivitat és el 25 de febrer. És invocat a Agrigent com a protector contra els desastres naturals: "San Giullannu senza ddannu" ("Sant Gerland, sense dany").

## Llegenda del drac
Una de les tradicions del sant diu que Agrigent era terroritzada per un drac que cada dia l'atacava i només marxava quan li era lliurada una noia verge, que devorava. El papa, per tal d'alliberar la ciutat i convertir els musulmans que hi vivien, va enviar a Agrigent sant Llibertí, però fou mort pels mateixos musulmans. Envià després Gerland que va arribar-hi i començà a convertir-los. Anà al cau del drac i aquest l'encadenà, però Gerland, obrint els braços, trencà les cadenes i, només amb un dels seus cabells convertint en corda, va capturar i lligar al drac, alliberant així la ciutat.